# 二項価格評価モデル
二項価格評価モデル（にこうかかくひょうかモデル、英: binomial pricing model）は、無裁定条件によって離散期間における金融商品のオプションを価格付けする方法。格子モデルの1つ。このモデルの条件を連続期間と配当なしとヨーロピアンオプションに替え期間の長さを0に近づけるとブラック-ショールズ方程式になる。
このモデルでオプションを価格付けの流れはまず二項一期間モデルで存続期間は満期まで1期間だけのオプションの価値を全て計算し、同値マルチンゲール測度Qで期間つつ樹形の向きを逆に繰り返されてオプション現在の価値を計算する。

## 二項一期間モデル

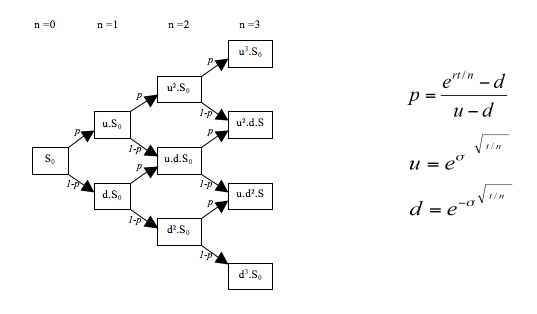
概念図

商品Sいまの価格はS0(過ごした時間は0という意味)、時間1の時に商品Sの価格はS0からS1(過ごした時間は1)になって上昇したら、価格Su、下降の場合はSdで示す、この商品に対すコールオプションの行使価格はK、存続期間は1、安全債券の金利はrである。このあと現実に存在する商品Sと安全債券を取り合わせて複製ポートフォリオを作成。この複製ポートフォリオはコールオプションの利益を再現するために商品Sと安全債券の配置比率を計算する。
上昇した時にコールオプションの利益はSu－K、下降したときはSd－K。でもコールオプションはこの契約を履行して利益を精算する義務がない、もし下降したときの利益Sd－Kはマイナスになったら、この契約を履行しなくてもいいから、利益は0。次の式のようにしめす：
上昇する時の価値： {\displaystyle \max(S_{u}-K,0)} 

下降する時の価値： {\displaystyle \max(S_{d}-K,0)}
複製ポートフォリオに商品Sを比率φ、安全債券を比率ψで配置して{\displaystyle \phi S_{0}+\varphi B}の仕組みを作り、複製ポートフォリオが上昇する時の価値は{\displaystyle \phi S_{u}+\varphi B}､下降する時は{\displaystyle \phi S_{d}+\varphi B}。債券は基準財として時間0の価格は1から、Bを1に替わて時間1の価格は（1＋r）になった。よって複製ポートフォリオの利益は：
上昇する時の価値： {\displaystyle \phi S_{u}+\varphi (1+r)=\max(S_{u}-K,0)}

下降する時の価値： {\displaystyle \phi S_{d}+\varphi (1+r)=\max(S_{d}-K,0)}
この二つの式でφとψを求めて、φが正数すればψは必ず負数になる。これはψ単位の安全債券を売出してφ単位の商品Sを買うという経済的な意味である。
コールオプションの価値は複製ポートフォリオと同じだから、時間t＝0の価値C0は複製ポートフォリオの時間0の価値と同じ。つまりこのときのコールオプションの価値は
{\displaystyle C_{0}=\phi S_{0}+\varphi } である。